# Masuri
Masuri (Hindi: मसूरी, Masūrī; englisch: Mussoorie) ist eine kleine Stadt mit 30.118 Einwohnern (Zensus 2011) im indischen Bundesstaat Uttarakhand.
Die Stadt liegt 278 km nördlich von Delhi und 34 km von Dehradun, der Hauptstadt des Bundesstaates, entfernt auf einer Höhe von 1921 m und zieht sich etwa 15 km über einen zerklüfteten Bergkamm.
Masuri wurde 1832 von dem britischen Abenteurer Captain Young als Hill Station gegründet und ist heute ein beliebtes Ausflugsziel für Inder der Mittelschicht, die der Hitze der Ebene entfliehen wollen. Es bietet den Touristen eine Flaniermeile (The Mall), eine Seilbahn, mit der man auf den nahe beim Zentrum gelegenen Gun Hill fahren kann, sowie zahlreiche Vergnügungsbuden und Souvenirläden. Hauptattraktion ist aber die Aussicht auf die Wälder und Gipfel des mittleren Himalaya. In und rund um Masuri sind von westlichen Missionaren zahlreiche Schulen mit Internaten gegründet worden. Die Landour Language School bietet Hindi-Kurse an, die vor allem westliche Ausländer anziehen.
Masuri ist der Geburtsort der bekannten Kriminalschriftstellerin Patricia Wentworth (1878–1961) sowie des australischen Pianisten Geoffrey Tozer (1954–2009).
Im September 1911 ereignete sich ein Mord im örtlichen Savoy-Hotel, über den in der britischen Presse extensiv berichtet wurde und der später Agatha Christie zu ihrer ersten Novelle „The Mysterious Affair at Styles“ (deutsche Ausgabe unter dem Titel „Das fehlende Glied in der Kette“) inspirierte.

## Söhne und Töchter der Stadt
- Walter Bechtler (1905–1994), schweizerischer Unternehmer und Mäzen
- John Cowley (1905–1993), britischer Offizier und zuletzt Generalleutnant der British Army
- Mala Sen (1947–2011), indische Schriftstellerin und Aktivistin
- Geoffrey Tozer (1954–2009), australischer Pianist